# NikkieTutorials
Nikkie de Jager, mer känd under namnet NikkieTutorials, född 2 mars 1994 i Wageningen, är en nederländsk makeup-artist och skönhetsvloggare. Hon blev känd 2015 då hon lade ut en video under namnet "The Power of Makeup" på sin Youtubekanal som ökade väldigt mycket i popularitet. I maj 2021 hade hennes Youtubekanal 13,8 miljoner prenumeranter och över 1,4 miljarder visningar.
Den 13 januari 2020 lade de Jager upp en Youtube-video med titeln "I'm Coming Out", där hon offentligt kom ut som transkvinna. 
Hon var en av programledarna för Eurovision Song Contest 2021 i Rotterdam.